# Rhinolophus denti
Rhinolophus denti — вид рукокрилих родини Підковикові (Rhinolophidae).

## Поширення
Країни проживання: Ангола, Ботсвана, Конго, Гана, Гвінея, Гвінея-Бісау, Намібія, Сенегал, Південна Африка. Цей вид зазвичай пов'язаний з саванами. Населення багато в чому залежить від печер, покинутих шахт і аналогічних місць для спочинку. Хоча вони також були знайдені сплячими в дуплах дерев.

## Загрози та охорона
Здається, немає серйозних загроз для цього виду. Поки не відомо, чи вид присутній в будь-якій з охоронних територій.